# Svařené víno

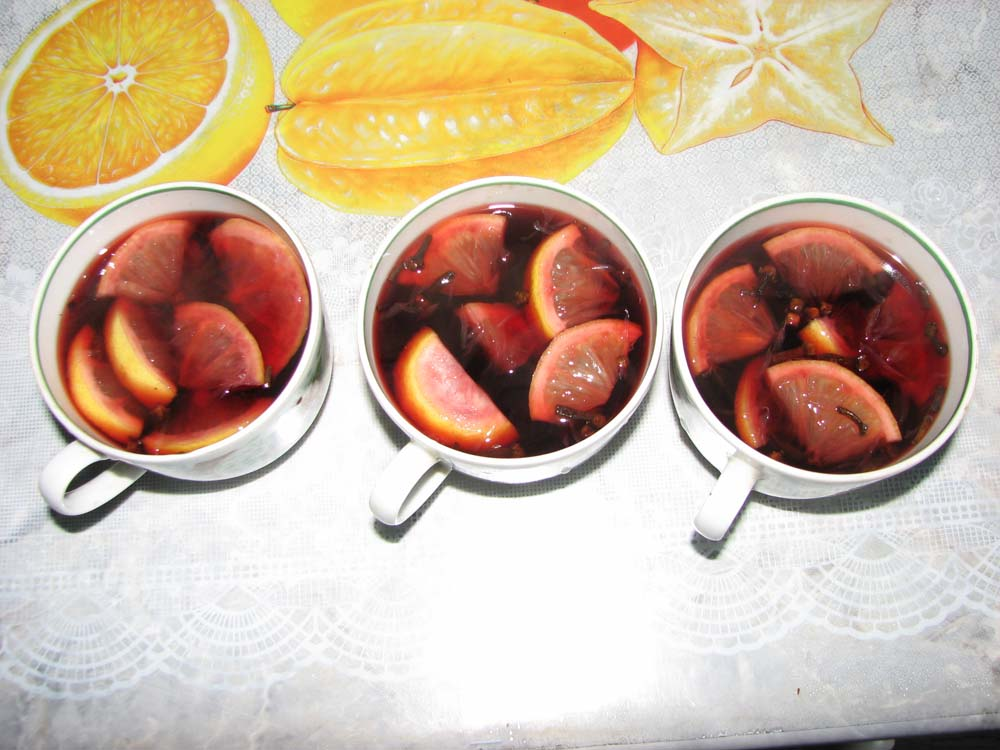
Svařené víno

Svařené víno neboli svařák je teplý nápoj vyráběný typicky z červeného vína různé kvality zahřátého se směsí koření. Doplňovaný bývá ovocem a slazený cukrem nebo medem. V Evropské kultuře je tento nápoj spojený s oslavou Vánoc a příchodem zimy.
V zahraničí se s ním setkáme pod pojmy glühwein (Německo, Rakousko) nebo mulled wine (anglicky mluvící země), v Polsku pak grzane wino.
Ačkoli se tak svařené víno užívá, není dobrým nápojem k prohřátí - přítomný alkohol rozšiřuje cévy (vazodilatace), což naopak vede k rychlejšímu odvodu tepla do periferií těla a tím snížení teploty tělního jádra. Kvůli vyšší teplotě a obsahu cukru se alkohol z nápoje také dostává rychleji do krve a tím rychleji způsobuje opilost.

## Výroba svařeného vína

### Typy vín
Svařené víno lze vyrobit z jakéhokoliv druhu vína. K výrobě je vhodné spíše levnější víno, např. stolní (nikoli archivní či přívlastková vína). Zároveň je vhodné ale volit tak kvalitní víno, jaké by člověk pil i bez svaření. Vhodná jsou suchá či polosuchá vína plné ovocné chuti. Vhodné odrůdy jsou například: červené jako rulandské modré, merlot nebo frankovka a bílé jako ryzlink, rulandské šedé nebo Müller Thurgau.

Kromě červeného svařeného vína se lze setkat i se „svařákem“ bílým nebo růžovým. Každý z nich má své specifické vlastnosti – bílé víno bývá lehčí chuti a sladší, růžové zase ovocnější. K bílým vínům se více hodí jablka, zatímco k červeným bobule.

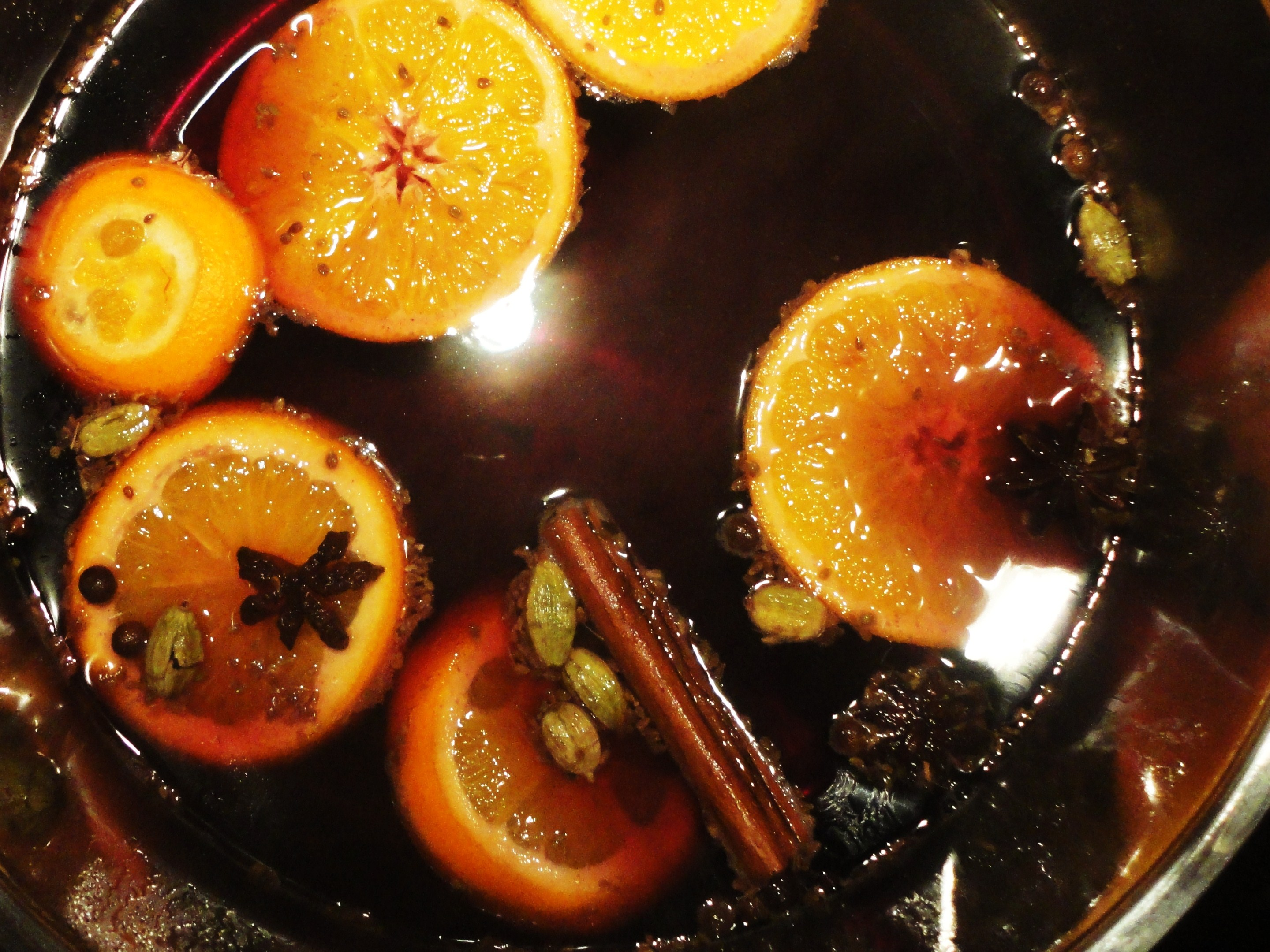
Výroba svařeného vína s ovocem

### Přísady
Do svařeného vína se přidává koření, přičemž různé recepty uvádí různé kombinace. Mezi nejčastější užívaná koření patří hřebíček, skořice, anýz, badyán, kardamon, muškátový oříšek, vanilka a nové koření ale i zázvor, pepř, bobkový list, jalovec nebo eukalyptus. Do vína se přidává případně i ovoce, ať už citrusová kůra nebo čerstvé citrusy jako citrony, pomeranče a mandarinky, nebo dále rozinky, jablka, hrušky, borůvky, šípky, ananas a další.
Zdravotní benefity jako je zvýšené množství antioxidantů a fenolů ve svařeném víně jsou dané přídavkem koření (hřebíček a skořice), víno samotné je pak zdrojem taninů (tříslovin). Stejné benefity je tak možné získat využitím koření v jiných pokrmech, např. nealkoholických teplých kořeněných nápojích jako masala chai neboli chai latte apod.

### Způsob výroby
Víno se v rozporu s názvem nepřivádí do varu, ale pouze zahřívá s kořením - ideálně ne více než do teploty 80 °C. Vyšší teplota by způsobila odpaření alkoholu, který má nižší bod varu než voda. (Delším probubláním vína ve varu je tak možné výrazně snížit množství alkoholu ve výsledném produktu, byť ne na nulu. Naopak zvýšit procento alkoholu ve svařeném víně je možné přidáním kvalitního rumu/pálenky, whiskey, brandy či ovocného likéru.) Zahřívat stačí víno v kastrůlku 5-10 minut, dosladit a scedit. K doslazení se užívá cukr, med ale i agávový nebo javorový sirup.
Pracnější způsob výroby svařeného vína spočívá v karamelizaci cukru a vytvoření odvaru s kořením a zvoleným ovocem. Prudce zahřátý cukr se nechá zkaramelizovat s malým množstvím vody. Jakmile vznikne karamel, je potřeba jej naředit 200 ml vody a vařit společně s kořením a ovocem. Jakmile bude odvar hotov (všechen karamel se rozpustí a voda začne vonět po koření), slije se s na mírném plameni ohřátým vínem. Následný svařák se nechá minimálně 5 minut odležet. Při tomto způsobu výroby je ve svařeném víně více cítit chuť koření a ovoce.

## Historie
Vznik nápoje bývá udáván do období starověkého Řecka. Původně se doslazoval medem a přidávaly se do něj citrusy, v současnosti se často doslazuje cukrem. Ve starověkém Římě se nápoj tohoto typu pod názvem conditum paradoxum pil během oslav spojených se zimním slunovratem. Recepty na toto svařené víno je možné najít v kuchařkách už z 5. století po Kristu. Nápoj obsahoval kombinaci pepře, fenyklu a bobkového listu.

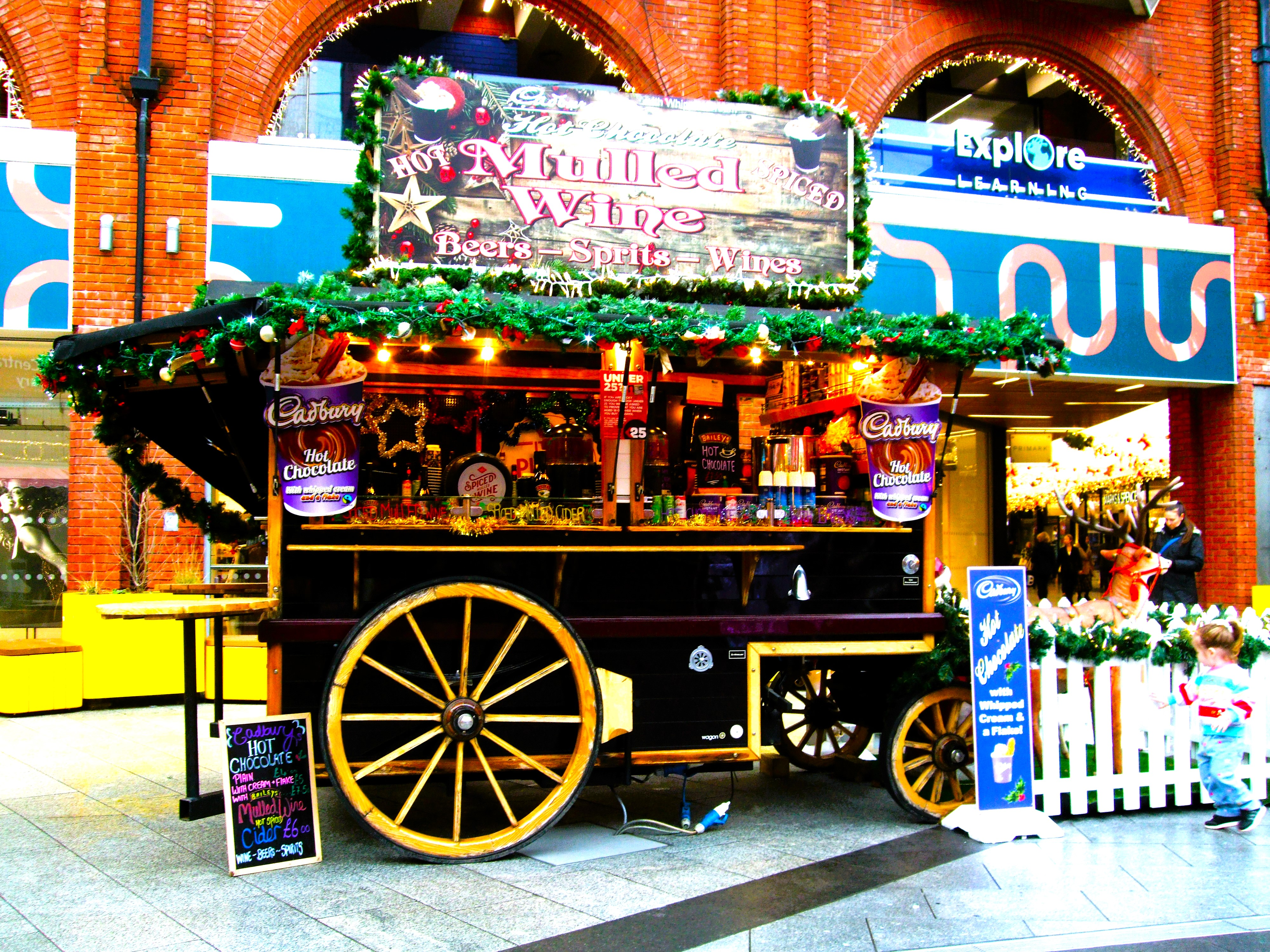
Stánek se svařeným vínem

Podobným způsobem jako svařené víno se vyrábí i některé verze starověkého anglického nápoje wassail, spjatého opět se zimními oslavami. Ten je ale typicky spíše vyráběn ze svařeného piva či cideru než vína.
Ve středověku byl nápoj stejného typu jako svařené víno známý pod názvem hippocras. Pojmenován byl pravděpodobně podle starověkého lékaře Hippokrata, který doporučoval svařené víno i jako léčivý prostředek.
V současnosti se svařené víno prodává hlavně na adventních, resp. vánočních trzích. V Evropě je jeho výroba a podávání úzce spojená se zimním obdobím a oslavou Vánoc.

### Význam svařování
Svařováním se původně konzervovalo nebo „napravovalo“ nekvalitní víno. Svařování vína bylo v minulosti jedním ze způsobů, jak je ochránit před zkysnutím. Svaření ale změnilo chuťové vlastnosti vína, proto nebylo příliš oblíbené. Nalezení postupu, který víno sterilizuje a zároveň nezmění jeho chuťové vlastnosti se podařilo až v polovině 19. století Louisi Pasteurovi. Na jeho počest se nazývá pasterizace.